# باشگاه فوتبال الاتحاد اسکندریه
باشگاه فوتبال الاتحاد اسکندریه (عربی: نادي الإتحاد السكندري) یک باشگاه فوتبال در مصر است که در لیگ برتر فوتبال مصر بازی می‌کند. این باشگاه در سال ۱۹۱۴ در اسکندریه تأسیس شد و سومین باشگاه محبوب و پرطرفدار در لیگ فوتبال مصر است.